# Barry Rogers
Barron W. „Barry“ Rogers (* 22. Mai 1935 in der Bronx, New York City; † 18. April 1991) war ein amerikanischer Jazzmusiker (Posaune, auch Gesang, Wagnertuba, Althorn, Arrangement) und Musikproduzent, der hauptsächlich für seine Beiträge zur Salsamusik bekannt ist. 

## Leben und Wirken
Rogers stammt aus einer musikalischen Familie polnischen Ursprungs; sein Vater und einige seiner Onkel sangen im Synagogalchor von Jossele Rosenblatt. Über seine Mutter kam er mit Schallplatten mit Folklore und populärer Musik aus Westafrika, Mexiko und der Karibik, aber auch New Yorker Mambomusik in Kontakt und entwickelte ein Interesse an afrikanischer Musik. Als Jugendlicher begann er als Autodidakt Posaune zu lernen. Als Highschool besuchte er die Bronx Vocational, wo er in einer Latin-Combo spielte, zu der auch Johnny Pacheco gehörte. Darüber lernte er Benny Bonilla, Rupert Branker, Arthur Jenkins sowie weitere Interpreten lateinamerikanischer Musik aus der Bronx kennen. Bereits in den frühen 1950er Jahren spielte er lateinamerikanische Musik in Harlem und der Bronx, seit 1956 für mehrere Jahre im Orchester von Hugo Dickens. Er hatte auch den Jazz entdeckt und besuchte Jam-Sessions in den lokalen Clubs.
Zu ersten Aufnahmen kam es mit den Alegre All Stars. In den 1960er Jahren spielte er in Eddie Palmieris La Perfecta, mit der er auch als Vokalist auftrat und mehrere Alben (auch mit Cal Tjader) einspielte; dort war meist seine Posaunenstimme feurig verdoppelt, wobei er mit den Arrangements auch an das Spiel von J. J. Johnson/Kai Winding erinnerte. Daneben traten Aufnahmen mit den Tico All-Stars und Jimmy Sabater. In den frühen 1970er Jahren entwickelte er mit Mike und Randy Brecker ein jazzbetontes Zusammenspiel in der Rockjazzband Dreams, mit der er zwei Alben aufnahm. 
In den nächsten Jahren arbeitete er mit Herbie Mann und gelegentlich wieder mit Palmieri; er war an dessen mit einem Grammy ausgezeichneten Alben The Sun of Latin Music und Unfinished Masterpiece beteiligt. Als Produzent verantwortete er mehrere Alben des Orquesta Broadway. Als Instrumentalist war er auch für die Fania All-Stars, Machito, Celia Cruz, Tito Puente, Charlie Palmieri, Cheo Feliciano, Johnny Pacheco, Manny Oquendo und Henri Guédon aktiv. Weiterhin war er als Studiomusiker für Stanley Turrentine, Dr. Lonnie Smith, Lalo Schifrin, James Taylor, Aretha Franklin, Chaka Khan, Todd Rundgren, Grover Washington, Ron Carter, George Benson, Carly Simon, David Byrne, Bob James, Spyro Gyra, Bob Moses, Elton John und Don Grolnick tätig.